# Sandora Irvin
Sandora Lavett Irvin (Fort Lauderdale, 23 de febrero de 1982) es una baloncestista estadounidense de la Women's National Basketball Association (WNBA) que ocupa la posición de alero.
Fue reclutada por los Phoenix Mercury en la 3ª posición de la primera ronda del Draft de la WNBA de 2005, equipo donde militó hasta 2006 cuando pasa a formar parte de San Antonio Silver Stars (2007–2008), Chicago Sky (2010) y Atlanta Dream (2011). Además, ha jugado por los Club Baloncesto Estudiantes (2006-2007), Lotos Gdynia (2010-2011), Agrupació Esportiva Sedis Bàsquet (2011), Americana (2011-2013), Sport Recife (2014), Uninassau America (2014-2015) y Nevsehir GHSIM (desde 2015).

## Estadísticas

### Totales
| Año                                                                                              | Equipo | J   | JI | MJ  | TC | ITC | TC%  | 3P | 3PA | 3P%  | 2P | 2PA | 2P%  | TL | ITL | TL%  | RBO | RBD | RBT | AST | STL | BLK | TOV | PF  | PTS |
| ------------------------------------------------------------------------------------------------ | ------ | --- | -- | --- | -- | --- | ---- | -- | --- | ---- | -- | --- | ---- | -- | --- | ---- | --- | --- | --- | --- | --- | --- | --- | --- | --- |
| 2005                                                                                             | PHO    | 12  | 0  | 122 | 14 | 44  | .318 | 4  | 8   | .500 | 10 | 36  | .278 | 12 | 15  | .800 | 16  | 18  | 34  | 5   | 5   | 6   | 2   | 20  | 44  |
| 2006                                                                                             | PHO    | 7   | 0  | 38  | 2  | 13  | .154 | 0  | 3   | .000 | 2  | 10  | .200 | 3  | 5   | .600 | 2   | 8   | 10  | 1   | 2   | 8   | 3   | 5   | 7   |
| 2007                                                                                             | SAS    | 23  | 0  | 128 | 13 | 42  | .310 | 0  | 4   | .000 | 13 | 38  | .342 | 1  | 2   | .500 | 16  | 24  | 40  | 7   | 3   | 10  | 11  | 20  | 27  |
| 2008                                                                                             | SAS    | 21  | 0  | 116 | 9  | 28  | .321 | 1  | 4   | .250 | 8  | 24  | .333 | 7  | 11  | .636 | 10  | 26  | 36  | 2   | 3   | 5   | 7   | 19  | 26  |
| 2010                                                                                             | CHI    | 18  | 1  | 137 | 14 | 30  | .467 | 1  | 7   | .143 | 13 | 23  | .565 | 6  | 9   | .667 | 11  | 15  | 26  | 3   | 2   | 6   | 10  | 28  | 35  |
| 2011                                                                                             | ATL    | 30  | 1  | 248 | 20 | 59  | .339 | 0  | 5   | .000 | 20 | 54  | .370 | 14 | 20  | .700 | 32  | 44  | 76  | 14  | 6   | 15  | 16  | 48  | 54  |
| Carrera                                                                                          |        | 111 | 2  | 789 | 72 | 216 | .333 | 6  | 31  | .194 | 66 | 185 | .357 | 43 | 62  | .694 | 87  | 135 | 222 | 32  | 21  | 50  | 49  | 140 | 193 |
| Notas: J=Juegos; JI=Juegos iniciales; MJ=Minutos jugados; ITC=Intentos de TC; ITL=Intentos de TL |        |     |    |     |    |     |      |    |     |      |    |     |      |    |     |      |     |     |     |     |     |     |     |     |     |

### Por juego
| Año                                                                                              | Equipo | J   | JI | MJ   | TC  | ITC | TC%  | 3P  | 3PA | 3P%  | 2P  | 2PA | 2P%  | TL  | ITL | TL%  | RBO | RBD | RBT | AST | STL | BLK | TOV | PF  | PTS |
| ------------------------------------------------------------------------------------------------ | ------ | --- | -- | ---- | --- | --- | ---- | --- | --- | ---- | --- | --- | ---- | --- | --- | ---- | --- | --- | --- | --- | --- | --- | --- | --- | --- |
| 2005                                                                                             | PHO    | 12  | 0  | 10.2 | 1.2 | 3.7 | .318 | 0.3 | 0.7 | .500 | 0.8 | 3.0 | .278 | 1.0 | 1.3 | .800 | 1.3 | 1.5 | 2.8 | 0.4 | 0.4 | 0.5 | 0.2 | 1.7 | 3.7 |
| 2006                                                                                             | PHO    | 7   | 0  | 5.4  | 0.3 | 1.9 | .154 | 0.0 | 0.4 | .000 | 0.3 | 1.4 | .200 | 0.4 | 0.7 | .600 | 0.3 | 1.1 | 1.4 | 0.1 | 0.3 | 1.1 | 0.4 | 0.7 | 1.0 |
| 2007                                                                                             | SAS    | 23  | 0  | 5.6  | 0.6 | 1.8 | .310 | 0.0 | 0.2 | .000 | 0.6 | 1.7 | .342 | 0.0 | 0.1 | .500 | 0.7 | 1.0 | 1.7 | 0.3 | 0.1 | 0.4 | 0.5 | 0.9 | 1.2 |
| 2008                                                                                             | SAS    | 21  | 0  | 5.5  | 0.4 | 1.3 | .321 | 0.0 | 0.2 | .250 | 0.4 | 1.1 | .333 | 0.3 | 0.5 | .636 | 0.5 | 1.2 | 1.7 | 0.1 | 0.1 | 0.2 | 0.3 | 0.9 | 1.2 |
| 2010                                                                                             | CHI    | 18  | 1  | 7.6  | 0.8 | 1.7 | .467 | 0.1 | 0.4 | .143 | 0.7 | 1.3 | .565 | 0.3 | 0.5 | .667 | 0.6 | 0.8 | 1.4 | 0.2 | 0.1 | 0.3 | 0.6 | 1.6 | 1.9 |
| 2011                                                                                             | ATL    | 30  | 1  | 8.3  | 0.7 | 2.0 | .339 | 0.0 | 0.2 | .000 | 0.7 | 1.8 | .370 | 0.5 | 0.7 | .700 | 1.1 | 1.5 | 2.5 | 0.5 | 0.2 | 0.5 | 0.5 | 1.6 | 1.8 |
| Carrera                                                                                          |        | 111 | 2  | 7.1  | 0.6 | 1.9 | .333 | 0.1 | 0.3 | .194 | 0.6 | 1.7 | .357 | 0.4 | 0.6 | .694 | 0.8 | 1.2 | 2.0 | 0.3 | 0.2 | 0.5 | 0.4 | 1.3 | 1.7 |
| Notas: J=Juegos; JI=Juegos iniciales; MJ=Minutos jugados; ITC=Intentos de TC; ITL=Intentos de TL |        |     |    |      |     |     |      |     |     |      |     |     |      |     |     |      |     |     |     |     |     |     |     |     |     |